# Археологический музей Суса
Археологический музей Суса (араб. المتحف الأثري بسوسة‎, фр. Musée archéologique de Sousse) — археологический музей, расположенный в городе Сус (вилайет Сус, Тунис).
Музей располагается в касбе медины Суса, возведённой в XI веке. Музей был основан в 1951 году, а в 2012 году, после завершения реорганизации коллекций и реставрации здания музея, вновь открыл свои двери для публики. Содержит вторую по величине коллекцию мозаики в мире после собрания Национального музея Бардо в столице Туниса.

## Коллекция
Некоторые вотивные стелы и погребальные урны, выставленные в Пунической комнате, датируются ещё VII веком до нашей эры. Античные артефакты, датируемые периодом вплоть до II века до нашей эры, были обнаружены французским археологом Пьером Синтасом в тофете Суса и в раке Баал-Хаммона. Кроме того, музей содержит несколько хорошо сохранившихся мозаик с изображениями мифологических сцен и персонажей, таких как Горгона Медуза, Океан, Нептун. Купель для крещения, покрытая мозаикой и найденная в Бкальте, выставлена вместе с декоративными терракотовыми табличками христианской тематики. В музее также представлены мраморные статуи римской эпохи, такие как бюст императора Адриана и статуя римского бога плодородия и мужественности Приапа. Также частью коллекции являются погребальные артефакты, они были обнаружены в катакомбах Гадрумета (Римский Сус), а также в катакомбах Доброго Пастыря и Гермеса. В музее представлены керамические изделия из Греции, найденные в Пунических гробницах в Эль-Касабе, масляные лампы и мраморные надгробия с эпитафиями, выгравированные на греческом и латинском языках; среди этих эпитафий можно найти знаменитую мраморную табличку с выгравированной фигурой Доброго Пастыря, в честь которой и было названо место находки.

## Галерея

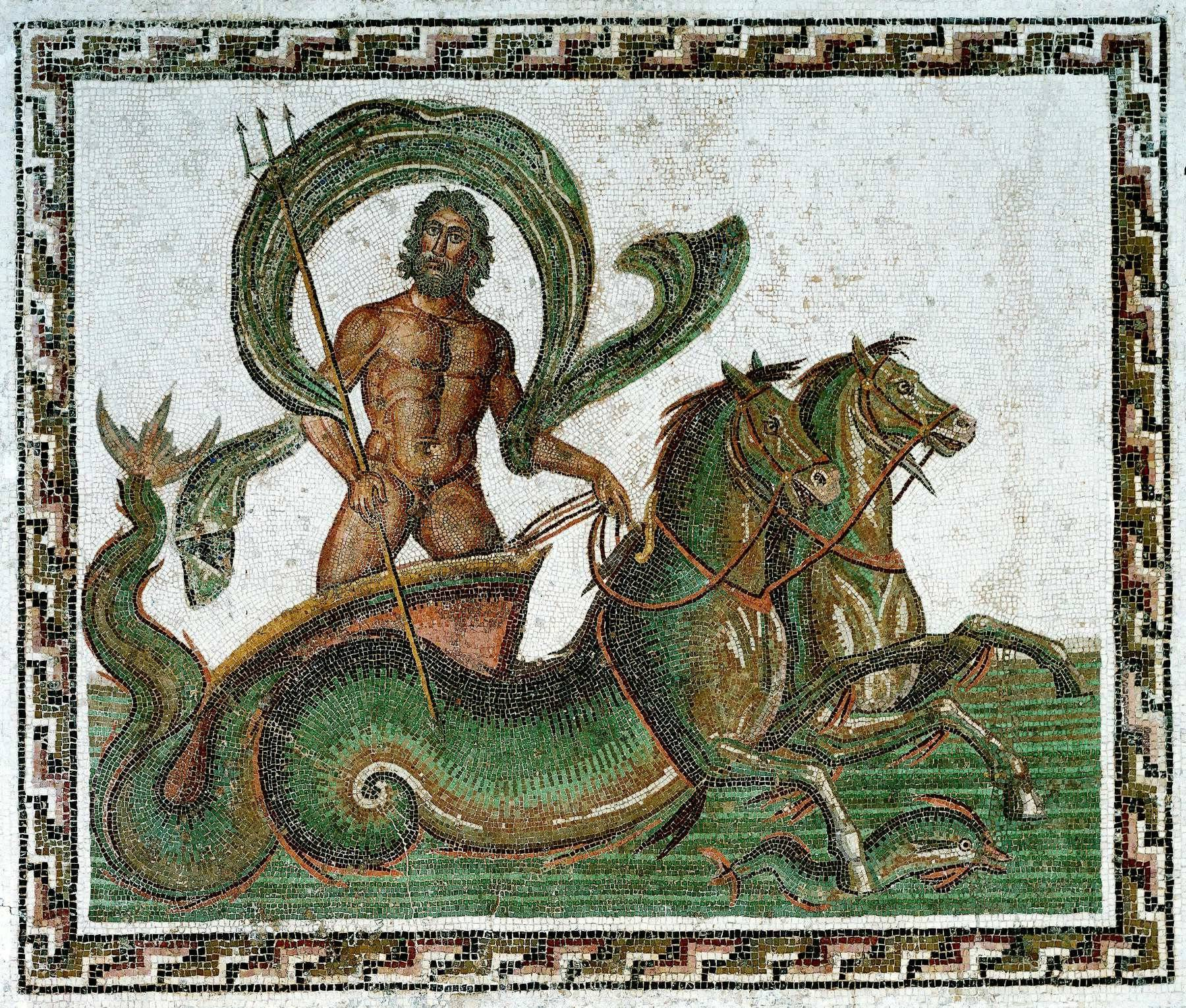
Триумф Нептуна на колеснице, запряжённой двумя морскими коньками (лат. Hippocampus)
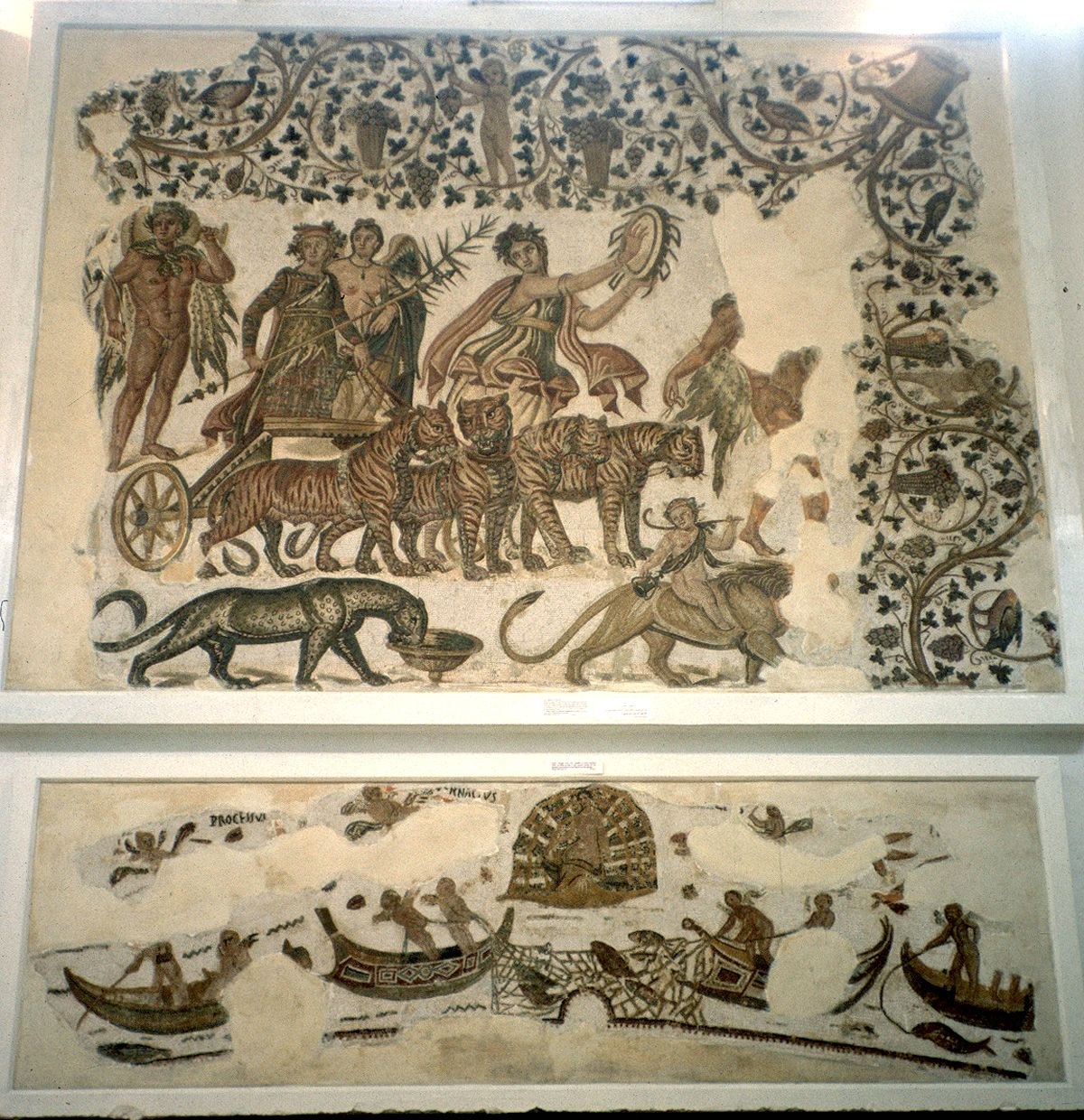
Триумф Бахуса
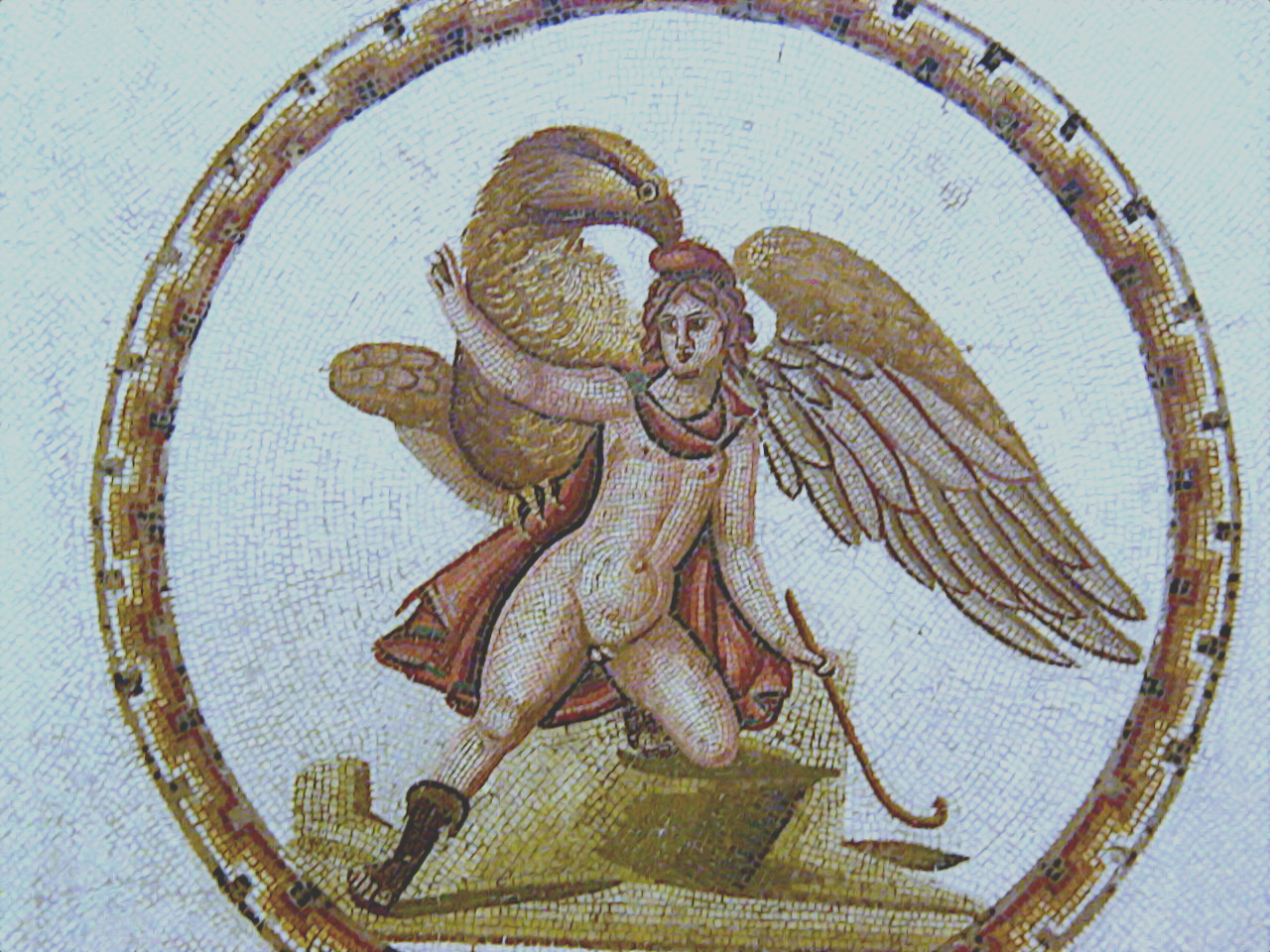
Зевс похищает Ганимеда
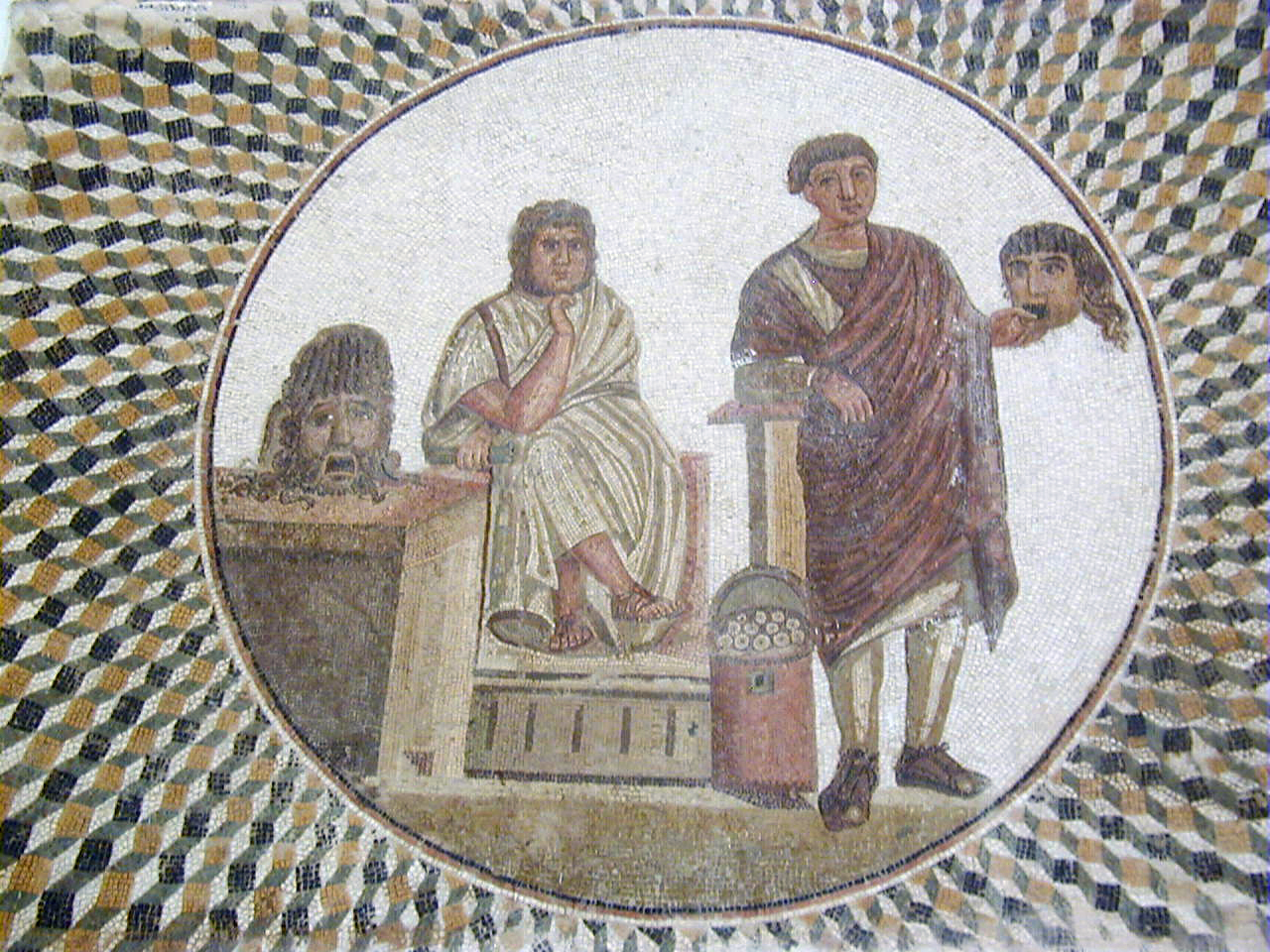
Театральные маски
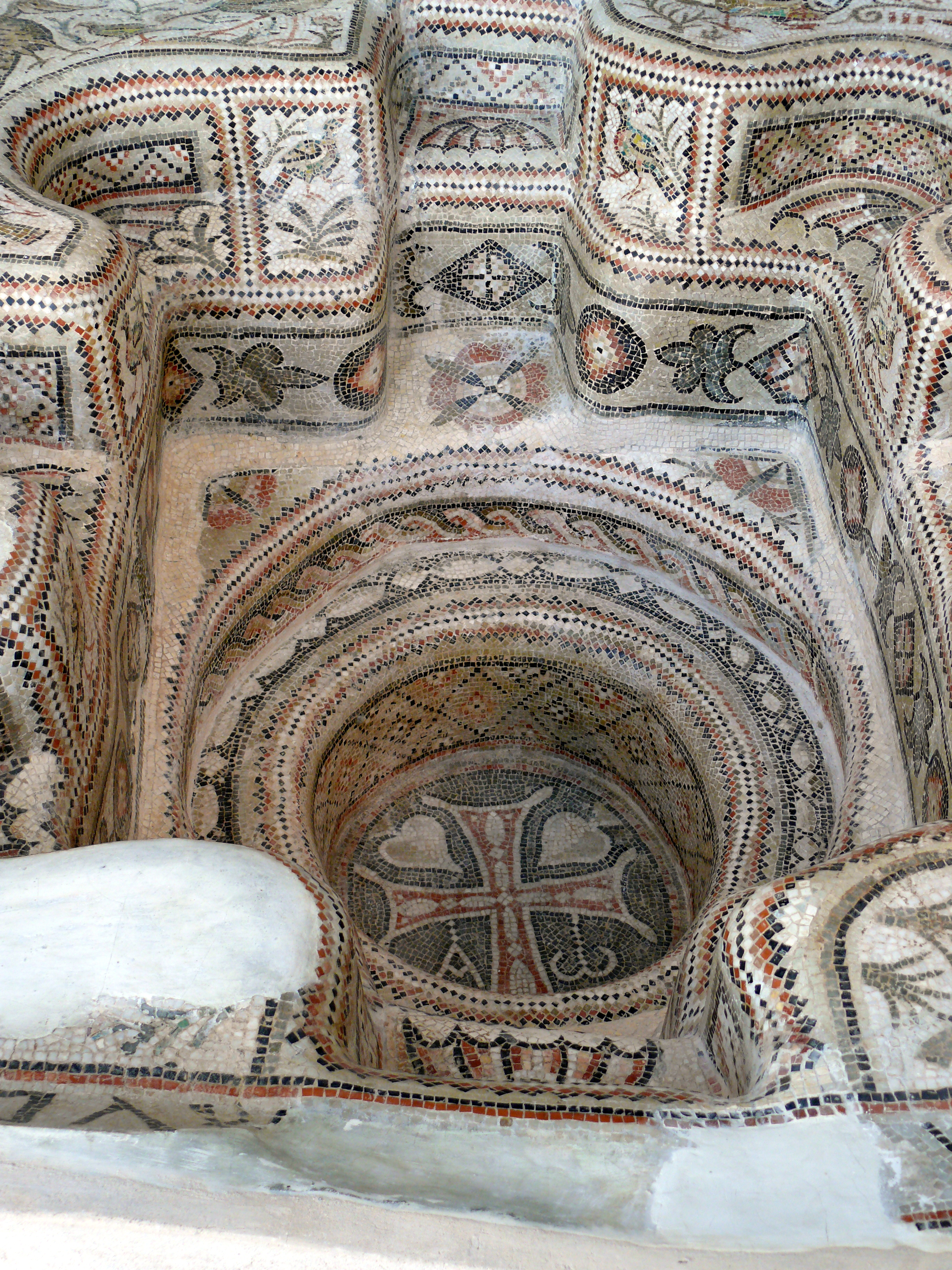
Купель для крещения (VI век, византийский период)